# Iglesia congregacional

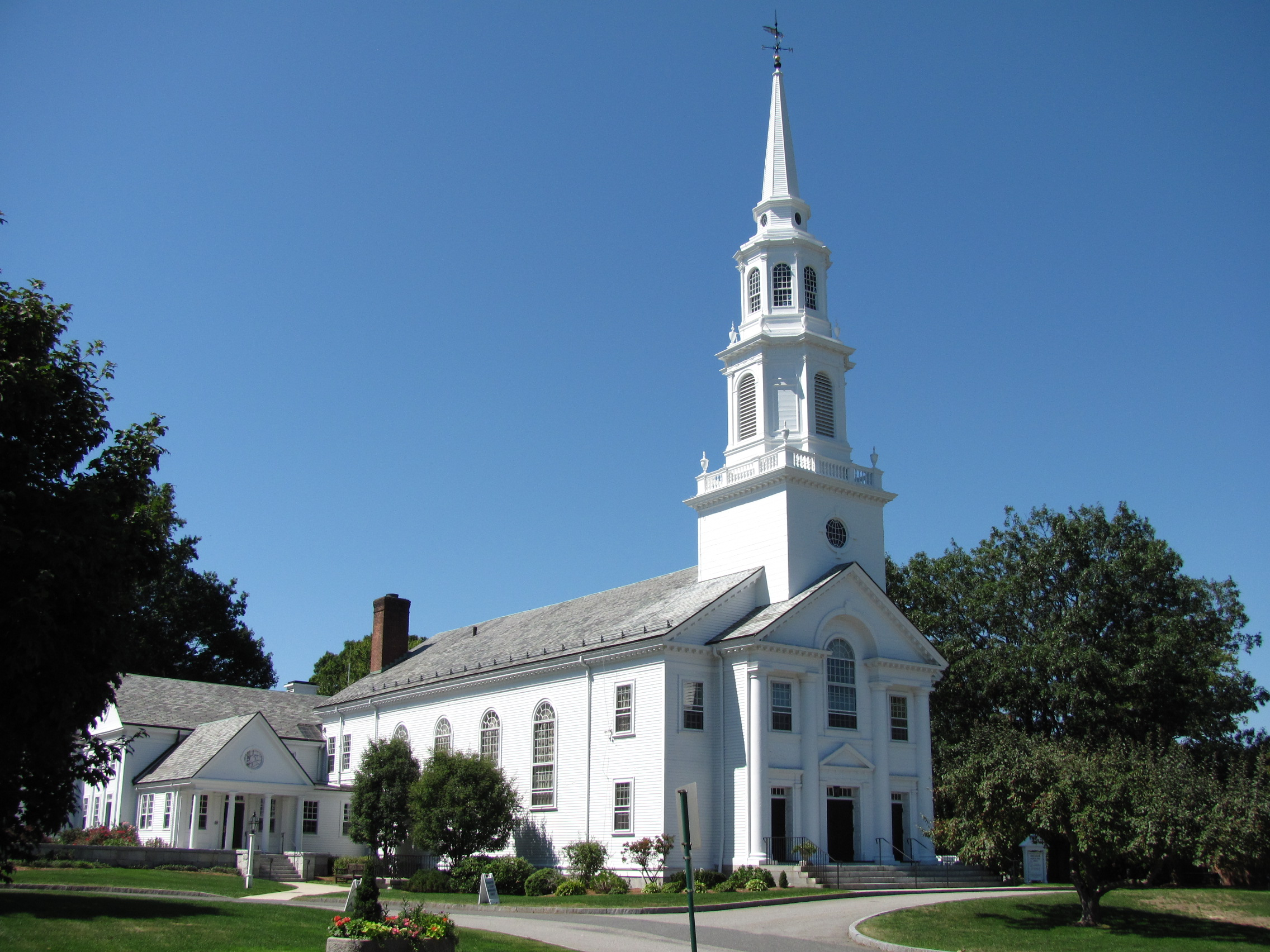

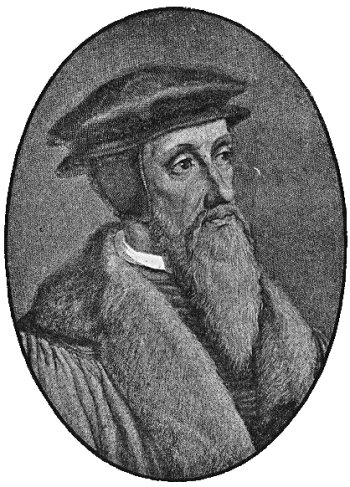
Juan Calvino.

Se llama iglesia congregacional a cualquier iglesia cristiana protestante de origen calvinista que practica el gobierno congregacionalista. En este sistema, cada congregación maneja sus propios asuntos de manera independiente y autónoma.
Muchas iglesias congregacionales proclaman su descendencia de la Iglesia congregacional original, una familia de las iglesias protestantes basadas en una teoría de la unión publicada por el teólogo Robert Browne en 1592 y que se originó en el movimiento religioso “disidente” de Inglaterra durante la reforma puritana. En Inglaterra, los primeros congregacionalistas fueron llamados “los separatistas” o “los independientes”, para distinguirlos de los presbiterianos, que son igualmente calvinistas. En ese país algunas congregaciones todavía se llaman “independientes”.
Se estima que el congregacionalismo, según lo define el Pew Research Center, representa el 0,5 por ciento de la población protestante mundial;  aunque sus costumbres y otras ideas relacionadas con la política influyeron en partes importantes del protestantismo, así como en otras congregaciones cristianas. El informe lo define de manera muy estrecha, abarcando principalmente denominaciones en los Estados Unidos y el Reino Unido, que pueden rastrear su historia hasta protestantes inconformes, puritanos, separatistas, independientes, grupos religiosos ingleses que salieron de la guerra civil inglesa y otros disidentes ingleses no satisfechos con el grado en que la Iglesia de Inglaterra se había reformado.
La tradición congregacionalista tiene presencia en Estados Unidos, Reino Unido, Irlanda, Canadá, Sudáfrica, Australia, Nueva Zelanda y varias naciones insulares de la región del Pacífico. Ha sido introducido por protestantes inmigrantes disidentes o por organizaciones misioneras como la London Missionary Society. Varias iglesias congregacionales evangélicas son miembros de la Fraternidad Congregacional Evangélica Mundial.
En el Reino Unido, muchas iglesias congregacionales afirman su descendencia de denominaciones protestantes formadas sobre una teoría de la unión publicada por el teólogo y separatista inglés Robert Browne en 1582.  Otros relatos remontan estos orígenes a la Iglesia subterránea de Londres de la década de 1560. Las ideas de los protestantes inconformes durante la Reforma Puritana de la Iglesia de Inglaterra sentaron las bases para estas iglesias. En Inglaterra, los primeros congregacionalistas fueron llamados separatistas o independientes para distinguirlos de los calvinistas similares. Presbiterianos, cuyas iglesias adoptan una política basada en el gobierno de los ancianos. Los congregacionalistas también diferían de las iglesias reformadas que usaban el gobierno de la iglesia episcopal, que generalmente está dirigido por un obispo.
El congregacionalismo en los Estados Unidos tiene sus orígenes en los puritanos de Nueva Inglaterra, quienes escribieron la Plataforma de Cambridge de 1648 para describir la autonomía de la iglesia y su asociación con otros. Dentro de los Estados Unidos, el modelo de iglesias congregacionales fue llevado por colonos que migraron de Nueva Inglaterra a Nueva York, luego al Territorio del Noroeste y más allá. Con su insistencia en organismos locales independientes, se hicieron importantes en muchos movimientos de reforma social, incluido el abolicionismo, la templanza y el sufragio femenino. El congregacionalismo moderno en los Estados Unidos se divide en gran medida en tres cuerpos: La Iglesia Unida de Cristo, la Asociación Nacional de Iglesias Cristianas Congregacionales y la Conferencia Cristiana Congregacional Conservadora, que es la más teológicamente conservadora.

## Creencias
El congregacionalismo es un movimiento protestante dentro de la tradición reformada que ocupa una posición teológica entre el presbiterianismo por un lado y los bautistas y cuáqueros por el otro. A lo largo de los años, los congregacionalistas han adoptado varias declaraciones confesionales, incluida la Declaración de Savoya, la Plataforma de Cambridge de 1648 y la Declaración de Fe de Kansas City.
A diferencia de los presbiterianos, los congregacionalistas practican la política congregacional (de la cual derivan su nombre), que sostiene que los miembros de una iglesia local tienen derecho a decidir las formas de adoración y declaraciones confesionales de su iglesia, elegir a sus propios funcionarios y administrar sus propios asuntos sin cualquier interferencia exterior.  La política congregacionalista tiene sus raíces en un principio fundamental del congregacionalismo: el sacerdocio de los creyentes. Según el ministro congregacionalista Charles Edward Jefferson, el sacerdocio de los creyentes significa que "Todo creyente es un sacerdote y todo hijo de Dios que busca recibe directamente sabiduría, guía y poder".
Los congregacionalistas tienen dos sacramentos: el bautismo y la Cena del Señor. A diferencia de los bautistas, los congregacionalistas practican el bautismo infantil. La Cena del Señor se celebra normalmente una o dos veces al mes. Los congregacionalistas no usan la señal de la cruz ni invocan la intercesión de los santos.

## Orígenes
Los orígenes del congregacionalismo se encuentran en el puritanismo del siglo XVI, un movimiento que buscaba completar la Reforma inglesa iniciada con la separación de la Iglesia de Inglaterra de la Iglesia católica durante el reinado de Enrique VIII (1509–47).  Durante el reinado de Isabel I (1558-1603), la Iglesia de Inglaterra fue considerada una iglesia reformada o calvinista, pero también conservó ciertas características del catolicismo medieval, como catedrales, coros de iglesias, una liturgia formal contenida en el Libro de Oración Común, clerical tradicional vestimentas y política episcopal (gobierno por obispos).
Los puritanos eran calvinistas que querían reformar aún más la iglesia mediante la abolición de todas las prácticas católicas restantes, como las vestimentas clericales, los anillos de boda, la música de órgano en la iglesia, arrodillarse en la Santa Comunión, usar el término sacerdote para un ministro, inclinarse ante el nombre de Jesús y haciendo la señal de la cruz en el bautismo y la comunión.  Muchos puritanos creían que la Iglesia de Inglaterra debería seguir el ejemplo de las iglesias reformadas en otras partes de Europa y adoptar una política presbiteriana, en la que una red igualitaria de ministros locales cooperaba a través de sínodos regionales. Otros puritanos experimentaron con la política congregacional tanto dentro como fuera de la Iglesia de Inglaterra. Los puritanos que dejaron la iglesia establecida fueron conocidos como separatistas.
El congregacionalismo puede haberse desarrollado por primera vez en la Iglesia Subterránea de Londres bajo Richard Fitz a fines de la década de 1560 y 1570. El historiador congregacional Albert Peel argumentó que se aceptaba que la evidencia de una eclesiología congregacional completamente pensada no es abrumadora.
Robert Browne (1550-1633) fue la primera persona en establecer principios congregacionales explícitos y se le considera el fundador del congregacionalismo.  Mientras estudiaba para la ordenación, Robert Browne se convenció de que la Iglesia de Inglaterra era una iglesia falsa. Se mudó a Norwich y junto con Robert Harrison formó una congregación separatista ilegal. En 1581, Robert Browne y sus seguidores se trasladaron a Holanda para adorar libremente. Mientras estuvo en Holanda, Robert Browne escribió tratados que establecían las características esenciales del congregacionalismo. Robert Browne abogó por una iglesia solo de creyentes genuinos y regenerados y criticó a los anglicanos por incluir a todos los ingleses dentro de su iglesia. La congregación debe elegir sus propios líderes, y los ministros deben ser ordenados por la congregación misma, no por obispos o compañeros de ministerio. Cada congregación debe basarse en un pacto de iglesia escrito y la congregación en su conjunto debe gobernar la iglesia:
"Las reuniones juntas... de toda iglesia, y de los ancianos en ella, es más que el apóstol, que el profeta el evangelista, el pastor, el maestro y cada anciano en particular" y "La voz de todo el pueblo, guiada por los ancianos y los más adelantados, se dice [las Escrituras] es la voz de Dios".  
Si bien cada iglesia sería independiente, las iglesias separadas aún se reunirían para discutir asuntos de interés común.
En 1584, Robert Browne abandonó su proyecto separatista y se reconcilió con la Iglesia de Inglaterra. La esperanza de vida corta era típica de las iglesias separatistas (también conocidas como congregaciones brownistas). Se trataba de pequeñas congregaciones que se reunieron en secreto y enfrentaron persecución. A menudo se vieron obligados a exiliarse en Holanda y tendieron a desintegrarse rápidamente.  Los separatistas notables que enfrentaron el exilio o la muerte incluyeron a Henry Barrow (c. 1550-1593), John Greenwood (fallecido en 1593), John Penry (1559-1593), Francis Johnson (1563-1618) y Henry Ainsworth (1571–1593) 1622).
A principios del siglo XVII, se fundó una congregación separatista en Scrooby gracias a los esfuerzos de John Smyth (quien más tarde rechazó el bautismo infantil y se convirtió en fundador del movimiento bautista). John Robinson era el pastor de la congregación y William Brewster era un anciano. En 1607, la congregación se trasladó a Holanda huyendo de la persecución. En 1620, el grupo (conocido en la historia como los Peregrinos) navegó hacia América del Norte en el Mayflower, estableciendo la Colonia de Plymouth y trayendo la tradición Congregacional a América.
En 1639 William Wroth, entonces Rector de la iglesia parroquial de Llanvaches en Monmouthshire, estableció la primera Iglesia Independiente en Gales "según el modelo de Nueva Inglaterra", es decir, Congregacional. La Iglesia Reformada Unida del Tabernáculo en Llanvaches sobrevive hasta el día de hoy.
Durante la guerra civil inglesa, quienes apoyaban la causa parlamentaria fueron invitados por el Parlamento para discutir asuntos religiosos. Se afirmó oficialmente que la Confesión de Fe de Westminster (1646) era la declaración de fe tanto de la Iglesia de Inglaterra (anglicana / episcopal) como de la Iglesia de Escocia (presbiteriana), que era políticamente conveniente para aquellos en el Parlamento inglés dominado por los presbiterianos que aprobaron de la Solemne League and Covenant (1643).
Después de la Segunda Guerra Civil, el Nuevo Ejército Modelo que estaba dominado por Congregacionalistas (o Independientes) tomó el control del parlamento con la purga de Pride (1648), organizó el juicio y la ejecución de Carlos I en enero de 1649 y posteriormente introdujo una Commonwealth republicana dominada por independientes como Oliver Cromwell. Este gobierno duró hasta 1660 cuando el monarca fue restaurado y episcopalismo se restableció (véase la leyes penales y Gran eyección). En 1662, dos años después de la Restauración, dos mil ministros independientes, presbiterianos y congregacionales fueron desalojados de sus parroquias por disidentes y no estar en las órdenes sagradas conferidas por los obispos. En 1658 (durante el interregno) los Congregacionalistas crearon su propia versión de la Confesión de Westminster, llamada Declaración de Saboya, que sigue siendo el principal estándar subordinado del Congregacionalismo.
Un resumen del Congregacionalismo en Escocia ver el documento presentado a una reunión conjunta de los ministros de la Iglesia Reformada Unida (Sínodo Escocés) y la Federación Congregacional en Escocia por Rev'd A. Paterson está disponible en línea.

## Por país

### Argentina
La misión a Argentina fue el segundo campo extranjero atendido por congregacionalistas alemanes. El trabajo en América del Sur comenzó en 1921 cuando cuatro iglesias argentinas solicitaron con urgencia que se le diera reconocimiento denominacional a George Geier, quien les estaba sirviendo. La Conferencia de Illinois autorizó a Geier, quien trabajó entre alemanes de Rusia que eran muy similares a sus parientes en los Estados Unidos y Canadá. Los alemanes sudamericanos de Rusia habían aprendido sobre el congregacionalismo en cartas de parientes en los Estados Unidos. En 1924, el misionero general John Hoelzer, mientras estaba en Argentina para una breve visita, organizó seis iglesias.
En la provincia de Entre Ríos se iniciaron congregaciones que se unieron a la Iglesia Evangélica Congregacional en Crespo, hay información que indica que desde 1923 había actividades en domicilios particulares y en 1928 se inauguró la primera casa pastoral. En San Salvador desde 1928. En Concordia, desde 1929-1930. En Federal a partir de 1934. En Paraná desde la década del 1940. En Concepción del Uruguay desde 1942. Basavilbaso a partir de 1944. Gualeguaychú desde 1950. Y luego le siguieron muchas más. 
En la provincia del Chaco, se establecieron inmigrantes provenientes de Alemania, Rusia y zonas aledañas, en Colonia Palmar, entre Charata y General Pinedo. Enterados de la existencia de la Iglesia Evangélica Congregacional, se pusieron en contacto e invitaron al misionero norteamericano Guillermo Strauch a que los visitara. Lo cual se concretó el 25 de agosto de 1928, ocasión en que se celebró el primer culto y como resultado del encuentro decidieron unirse a la I. E. C. Al año siguiente, se inauguró su primer templo. Debido a una gran sequía, el año 1945 esta iglesia debió cerrar sus puertas, y las familias emigraron a Villa Ángela, Coronel Du Graty o Santa Sylvina, en la provincia de Chaco, o hacia El Colorado, en Formosa. En cada uno de estos lugares surgieron nuevas comunidades de fe a partir de la reubicación de los miembros de Colonia Palmar. En Villa Ángela, se dio inicio en realidad en la Colonia Juan José Paso en el año 1947, y dos años después se inauguró el primer templo. En Coronel Du Graty, se originó a partir de las reuniones de oración, por el año 1947 (con los que provenían de Colonia Palmar) en “Campo Ugarte”, y “Campo Ñandubay”. Se unieron más tarde para construir un lugar propio para celebrar los cultos, cosa que ocurrió en 1954. 
En la provincia de Misiones, en Leandro N. Alem y alrededores, empezaron a llegar inmigrantes procedentes de Polonia, Alemania y Brasil, entre el año 1929 y 1938. Aunque su condición económica era precaria, tenían una gran riqueza en cuanto a su deseo de trabajar, progresar y en su espiritualidad. Comenzaron a celebrar reuniones de oración, y se formaron comunidades de fe en Alem Sud, Picada Almafuerte y Picada Flor (Colonia El Chatón). En 1932 un grupo de estos creyentes adoptó el nombre de “Congregación de hermanos evangélicos” y al empezar el proceso de inscripción en el Registro Nacional de Cultos, tomaron conocimiento de la Iglesia Evangélica Congregacional, decidieron integrarse a la misma, y en 1935 el misionero norteamericano, pastor Federico Gross los visitó para una Asamblea Extraordinaria, donde se aprobaron sus estatutos con el nombre de “Iglesia Evangélica Luterana Congregacional”. Se consolidó así su unión con la IEC de Argentina. En otras ciudades de Misiones se inició la obra Congregacional en Oberá, a partir de la década de 1930, en San Francisco de Asís se inició una obra con creyentes provenientes del Brasil, en 1935, en Dos de Mayo desde 1945, en Valle Hermoso un grupo de origen luterano se integró a la Iglesia Evangélica Congregacional en 1949, en El Soberbio a partir de 1950, en San Vicente desde 1966, en Posadas desde 1970 y más adelante muchas congregaciones más. 
En Buenos Aires, a partir de la migración de miembros congregacionales del interior del país, se dio inicio en Rivadavia 6001 en la Ciudad Autónoma de Buenos Aires, el año 1937 por el misionero Federico Gross. A partir de ese momento recibieron atención pastoral desde Entre Ríos. El año 1946 el misionero Otto Tiede organizó la primera comisión directiva en el barrio de Colegiales, cuando la congregación se reunía en el templo “El Buen Pastor”, que les prestaban los Discípulos de Cristo. En 1947 el Pastor Ludwig Serfas se convirtió en el primer pastor local, con residencia en Olivos, y se resolvió construir el primer templo en Villa Ballester, que fue inaugurado en 1950.
La Iglesia Evangélica Congregacional se extendió hacia Córdoba a partir del año 1972, con un trabajo misionero itinerante desde Basavilbaso (Entre Ríos). A la provincia de Santa Fe a partir de 1980, desde Paraná (Entre Ríos). En Corrientes (capital) a partir de 1982 y en CABA una obra misionera iniciada el año 1995. En los primeros 100 años, se ha extendido desde Entre Ríos a varias provincias: Misiones, Corrientes, Chaco, Formosa, Córdoba, Santa Fe, Buenos Aires y CABA. Se extendió al sur de Brasil, a Paraguay y a Uruguay. Actualmente está presente en más de 150 pueblos y ciudades de Argentina.
Tiene compromiso social, con trabajos entre los más vulnerables, carenciados y marginados. Sirve en la contención de las familias en los más variados contextos. Con programas específicos para la infancia, adolescencia, juventud, matrimonios y tercera edad. Con presencia en la educación formal e informal, capacitando e instruyendo a personas de todas las edades, en artes y oficios, en valores y principios que hacen a la solidaridad, a los derechos humanos, y a una mejor calidad de vida para todos, según las posibilidades y oportunidades. Con comedores y merenderos, con una pastoral integral, que incluye acompañamiento en hospitales y cárceles. Cuenta con un Instituto Bíblico Superior que ofrece un título oficial: “Profesorado en Ciencias Sagradas”.

### Australia
En 1977, la mayoría de las congregaciones de la Unión Congregacional de Australia se fusionaron con todas las Iglesias de la Iglesia Metodista de Australasia y la mayoría de las Iglesias de la Iglesia Presbiteriana de Australia para formar la Iglesia Unida en Australia.
Aquellas congregaciones que no se unieron a la Iglesia Unida formaron la Comunidad de Iglesias Congregacionales o continuaron como presbiterianos. Algunos Congregacionalistas de mentalidad más ecuménica dejaron la Comunidad de Iglesias Congregacionales en 1995 y formaron la Federación Congregacional de Australia.

### Bulgaria
Los congregacionalistas (llamados "evangélicos" en Bulgaria ; la palabra "protestante" no se usa) estuvieron entre los primeros misioneros protestantes en el Imperio Otomano y en la parte noroeste del Imperio Otomano Europeo, que ahora es Bulgaria, donde su trabajo para convertir a estos cristianos ortodoxos no se vio obstaculizado por la pena de muerte impuesta por los otomanos a los musulmanes convertidos al cristianismo.  Estos misioneros contribuyeron de manera significativa al movimiento del Renacimiento Nacional Búlgaro. Hoy, el protestantismo en Bulgaria representa el tercer grupo religioso más grande, detrás de los ortodoxos y musulmanes. Los misioneros de los Estados Unidos llegaron por primera vez en 1857-1858, enviados a Estambulpor la Junta Americana de Comisionados para Misiones Extranjeras (ABCFM). La ABCFM fue propuesta en 1810 por los graduados congregacionalistas de Williams College, MA, y fue autorizada en 1812 para apoyar misiones por congregacionalistas, presbiterianos (1812–1870), reformados holandeses (1819–1857) y otros miembros denominacionales.  La ABCFM centró sus esfuerzos en el sur de Bulgaria y la Iglesia Metodista en la región al norte de los Balcanes (Stara Planina, o "Montañas Antiguas"). En 1857, Cyrus Hamlin y Charles Morse establecieron tres centros misioneros en el sur de Bulgaria: en Odrin (Edirne, antigua capital del Imperio Otomano, en Turquía), Plovdiv y Stara Zagora. A ellos se les unió en 1859 el estadounidense Frederic Flocken, nacido en Rusia y naturalizado en 1859.  El ministro presbiteriano estadounidense Elias Riggs encargó, apoyó y editó el trabajo del monje búlgaro Neofit Rilski para crear una traducción de la Biblia al búlgaro que luego se distribuyó ampliamente en Bulgaria. en 1871 y posteriormente. Este esfuerzo fue apoyado por el misionero congregacionalista Albert Long, Konstantin Fotinov, Hristodul Sechan-Nikolov y Petko Slaveikov.  Según se informa, en las dos primeras semanas se vendieron 2.000 copias del Nuevo Testamento en búlgaro recién traducido.
Se establecieron iglesias congregacionales en Bansko, Veliko Tarnovo y Svishtov entre 1840 y 1878, seguidas de Sofía en 1899. En 1909, había 19 iglesias congregacionales, con una congregación total de 1.456 en el sur de Bulgaria que ofrecían servicios dominicales normales, escuelas dominicales para niños, instrucción bíblica para adultos; así como grupos de mujeres y grupos de jóvenes. Las escuelas bíblicas de verano se llevaron a cabo anualmente desde 1896 hasta 1948.
Los congregacionalistas dirigidos por el Dr. James F. Clarke abrieron la primera escuela primaria protestante de Bulgaria para niños en Plovdiv en 1860, seguida tres años más tarde por una escuela primaria para niñas en Stara Zagora. En 1871, las dos escuelas se trasladaron a Samokov y se fusionaron como American College, ahora considerada la institución educativa estadounidense más antigua fuera de los EE. UU. En 1928, se construyeron nuevas instalaciones en Sofía y la operación Samokov se transfirió al Colegio Americano de Sofía (ACS), ahora operado a un nivel muy alto por Sofia American Schools, Inc.
En 1874, se abrió un Colegio Bíblico en Ruse, Bulgaria para personas que deseaban convertirse en pastores. En la conferencia anual de misioneros de 1876, se estableció el inicio de la actividad organizativa en el país. Las iglesias evangélicas de Bulgaria formaron una asociación unida en 1909.
Los misioneros desempeñaron un papel importante en ayudar a los búlgaros a deshacerse del "yugo turco", que incluyó la publicación de la revista Zornitsa (Зорница, "Dawn"), fundada en 1864 por iniciativa de Riggs y Long.  Zornitsa se convirtió en el periódico más poderoso y difundido del Renacimiento búlgaro. Un pequeño marcador en la carretera búlgara 19 en las montañas de Rila, cerca de Gradevo, conmemora el apoyo brindado a la Resistencia búlgara por estos primeros misioneros congregacionalistas.
El 3 de septiembre de 1901, los misioneros congregacionalistas llamaron la atención mundial en el asunto Miss Stone cuando la misionera Ellen Maria Stone, de Roxbury, Massachusetts, y su compañera misionera embarazada Katerina Stefanova-Tsilka, esposa de un ministro protestante albanés, fueron secuestrados mientras viajaban entre Bansko y Gorna Dzhumaya (ahora Blagoevgrad), por un destacamento de la Organización Revolucionaria Interna de Macedonia y Adrianópolis dirigido por la voivoda Yane Sandanski y los subvoivodas Hristo Chernopeev y Krǎstyo Asenovy rescatados para proporcionar fondos para actividades revolucionarias. Finalmente, el 18 de enero de 1902 en Bansko y los rehenes se pagó un fuerte rescate (14.000 liras otomanas (unos 62.000 dólares estadounidenses a precios de oro de 1902 o 5 millones de dólares a precios de oro de 2012) recaudados por suscripción pública en los EE. UU. En Bansko y los rehenes (ahora incluido un bebé recién nacido) fueron liberados el 2 de febrero cerca de Strumica —un total de cinco meses después de ser secuestrados. Ampliamente cubierto por los medios de comunicación en ese momento, el evento a menudo ha sido apodado "la primera crisis moderna de rehenes en Estados Unidos".
La casa real búlgara, de origen católico alemán, no simpatizaba con los protestantes inspirados en Estados Unidos, y este estado de ánimo empeoró cuando Bulgaria se puso del lado de Alemania en la Primera y la Segunda Guerra Mundial.  Las cosas empeoraron mucho cuando el Partido Comunista Búlgaro tomó el poder en 1944. Al igual que la Familia Real, también vio al protestantismo estrechamente vinculado a Occidente y, por lo tanto, más peligroso políticamente que el cristianismo ortodoxo tradicional. Esto provocó una legislación represiva en forma de "Reglamento para la organización y administración de las iglesias evangélicas en la República Popular de Bulgaria" y resultó en la represión gubernamental más dura, posiblemente la peor en todo el Bloque Oriental., destinado a extinguir el protestantismo por completo. Los arrestos masivos de pastores (y a menudo sus familias), torturas, largas condenas de prisión (incluidas cuatro cadenas perpetuas) e incluso desapariciones eran comunes. Se utilizaron tácticas similares con los feligreses. En quince simulacros de juicios muy publicitados entre el 8 de febrero y el 8 de marzo de 1949, todos los pastores acusados confesaron una serie de cargos en su contra, incluidos traición, espionaje (tanto para los Estados Unidos como para Yugoslavia), marketing negro y varios actos inmorales. Los pastores nombrados por el estado estaban imbuidos de las congregaciones sobrevivientes. Todavía en la década de 1980, el encarcelamiento y el exilio todavía se emplearon para destruir las iglesias protestantes restantes. La revista Congregacionalista "Zornitsa" fue prohibida; Las Biblias se volvieron inalcanzables. Como resultado, el número de congregacionalistas es pequeño y Paul Mojzes estimó en 1982 en alrededor de 5,000, en 20 iglesias. (El total de protestantes en Bulgaria se estimó en 1965 entre 10,000 y 20,000.)  Estimaciones más recientes indican una inscripción en iglesias protestantes ("evangélicas" o "evangélicas") de entre 100,000 y 200,000,  presumiblemente reflejando el éxito de los esfuerzos misioneros más recientes de los grupos evangélicos.

### Canadá
En Canadá, el primer campo extranjero, treinta y una iglesias que se habían afiliado a la Asociación General se convirtieron en parte de la Iglesia Unida de Canadá cuando esa denominación fue fundada en 1925 por la fusión de las iglesias canadienses congregacionalistas y metodistas, y dos tercios de las congregaciones de la Iglesia Presbiteriana en Canadá. En 1988, varias congregaciones de la UCC se separaron de la iglesia nacional, que sentían que se estaba alejando teológicamente y en la práctica del cristianismo bíblico. Muchas de las antiguas congregaciones de la UCC se unieron como las nuevas iglesias cristianas congregacionales en Canadá.
Las Iglesias cristianas congregacionales en Canadá (o 4C) es una denominación cristiana evangélica, protestante, con sede en Brantford, Ontario, y miembro de la Fraternidad Congregacional Evangélica Mundial. El nombre "congregacional" generalmente describe su estilo organizativo preferido, que promueve la autonomía y propiedad de la iglesia local, al tiempo que fomenta el compañerismo y la responsabilidad entre las iglesias a nivel nacional.

### Irlanda
La Unión Congregacional de Irlanda fue fundada en 1829 y actualmente tiene alrededor de 26 iglesias miembros. En 1899 absorbió la Sociedad Evangélica Irlandesa.

### Samoa
La Iglesia Congregacional Cristiana de Samoa es uno de los grupos más grandes de iglesias en la Región del Pacífico. Fue fundada en 1830 por la Sociedad Misionera de Londres misionero John Williams en la isla de Savai'i en el pueblo de Sapapali'i. A medida que la iglesia creció, se estableció y continúa apoyando colegios teológicos en Samoa y Fiyi. Hay más de 100,000 miembros que asisten a más de 2,000 congregaciones en todo el mundo, la mayoría de las cuales se encuentran en Samoa, Samoa Americana, Nueva Zelanda, Australia y América. La Iglesia Congregacional Cristiana de Jamaica se rige por la constitución de la Iglesia de Samoa.

### Sudáfrica
Las iglesias congregacionales fueron traídas a Cape Colony por colonos británicos.

### Reino Unido
En 1972, alrededor de las tres cuartas partes de las iglesias congregacionales inglesas se fusionaron con la Iglesia Presbiteriana de Inglaterra para formar la Iglesia Reformada Unida (URC). Sin embargo, alrededor de 600 iglesias congregacionales han continuado con su tradición histórica independiente. En virtud de la United Reformed Church Act 1972  que se ocupaba de las cuestiones financieras y de propiedad derivadas de la fusión entre lo que se había convertido para entonces en la Iglesia Congregacional de Inglaterra y Gales y la Iglesia Presbiteriana de Inglaterra, ciertos activos se dividieron entre las distintas partes.
En Inglaterra, hay tres grupos principales de congregacionalistas continuos. Estas son la Federación Congregacional, que tiene oficinas en Nottingham y Mánchester, la Comunidad Evangélica de Iglesias Congregacionales, que tiene oficinas en Beverley, y alrededor de 100 iglesias Congregacionales que están débilmente federadas con otras congregaciones en la Comunidad de Iglesias Evangélicas Independientes o no están afiliadas. La parte de las iglesias no afiliadas de los activos de la Unión Congregacional / Iglesia de Inglaterra y Gales es administrada por una organización benéfica registrada, las Iglesias Congregacionales No Afiliadas Charities,  que apoya a las iglesias no afiliadas y sus ministros jubilados.
En 1981, la Iglesia Reformada Unida se fusionó con la Asociación de Iglesias de Cristo reformada y en 2000, poco más de la mitad de las iglesias de la Unión Congregacional de Escocia también se unieron a la Iglesia Reformada Unida (a través de la Ley de la Iglesia Reformada Unida 2000  ). El resto de las iglesias congregacionales de Escocia se unieron a la Federación Congregacional.
Gales es tradicionalmente la parte que tiene la mayor proporción de congregacionalistas entre la población, la mayoría de los congregacionalistas son miembros de Undeb yr Annibynwyr Cymraeg (la Unión de Independientes de Gales), que es particularmente importante en Carmarthenshire y Brecknockshire.
La Sociedad Misionera de Londres fue efectivamente el brazo misionero mundial de los congregacionalistas británicos, patrocinando a misioneros como Eric Liddell y David Livingstone. Después de fusiones y cambios de nombre, la Sociedad fue reemplazada en 1977 por el Consejo mundial para la misión mundial.

### Estados Unidos
En los Estados Unidos, la tradición congregacional tiene sus orígenes principalmente en los colonos puritanos de la Nueva Inglaterra colonial. Las iglesias congregacionales han tenido un impacto importante en la historia política, religiosa y cultural de los Estados Unidos. Sus prácticas relativas al gobierno de la iglesia influyeron en el desarrollo temprano de las instituciones democráticas en Nueva Inglaterra,  y muchas de las instituciones educativas más antiguas del país, como la Universidad de Harvard y la Universidad de Yale, se fundaron para capacitar al clero congregacional.  En el siglo XXI, la tradición Congregacional está representada por la Iglesia Unida de Cristo, la Asociación Nacional de Iglesias Cristianas Congregacionales y la Conferencia Cristiana Congregacional Conservadora.